# Tusenårssted

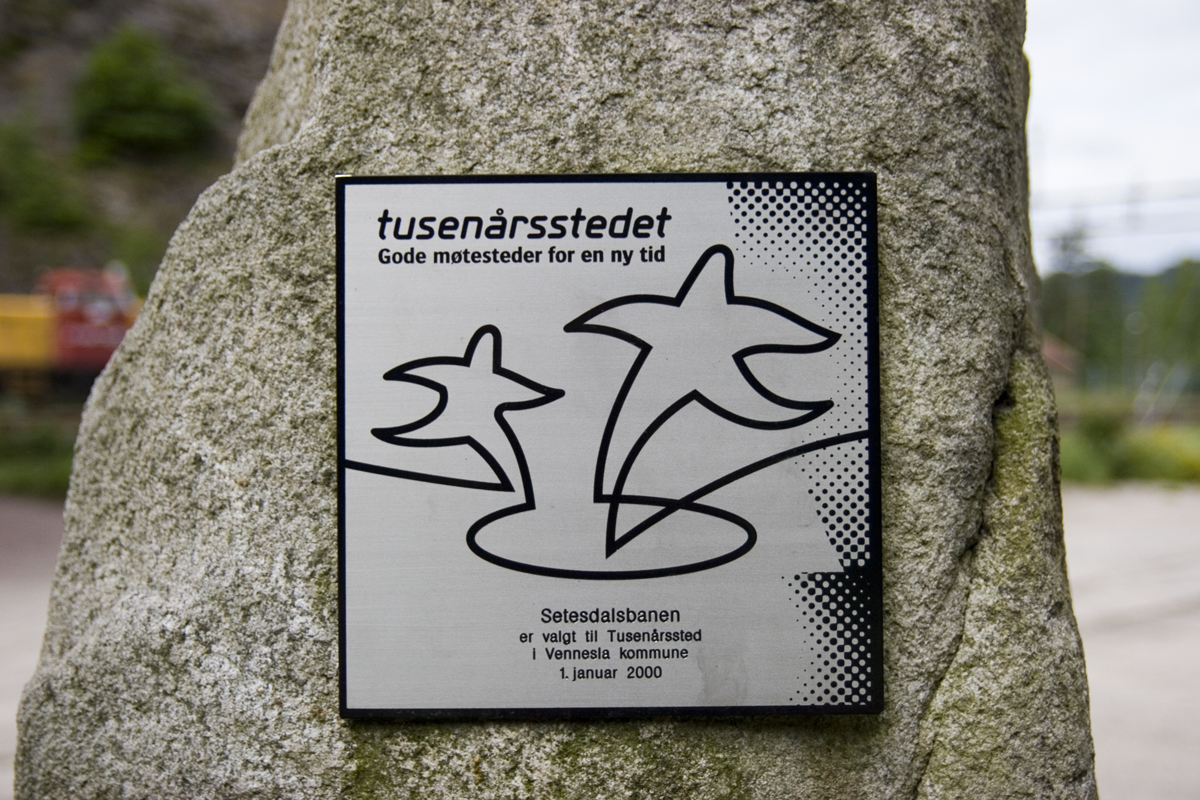
Tafel am Tusenårssted in Vennesla

Der Tusenårsted einer Kommune oder einer Provinz (Fylke) in Norwegen ist der Ort, der dazu ausgewählt wurde, den Übergang zum 21. Jahrhundert zu repräsentieren. Die Kommunen und Provinzen sollten diesen Ort selbst bestimmen. Das Wort Tusenårssted lässt sich etwa mit Jahrtausendort oder Jahrtausendstätte übersetzen.

## Fylkestusenårssteder
Die Fylketusenårssteder sollen bis 2005 gewählt sein und stehen auch in Zusammenhang mit der Jahrhundertfeier zur Unionsauflösung Norwegens mit Schweden im Jahr 1905.
Bei den Orten kann es sich um (Gebäude-)Anlagen, Institutionen, Kulturdenkmäler, Natur oder Landschaften handeln, die von großem historischen, kulturellem oder gesellschaftlichen Wert sind, oder auf andere Art außergewöhnlich. Die Bedeutung soll sich dabei auf die ganze Kommune oder Provinz erstrecken und soll zeigen, warum gerade dieser Ort ausgewählt wurde.
Es wurde vom norwegischen Kultur- und Kirchendepartement eine Richtlinie für die Auswahl der Tusenårssteder erstellt und die Provinzen durch den Staat unterstützt.
Für die Fylke-Tusenårssteder wurde zur Bedingung gemacht, dass diese eine nationale Bedeutung, also für das ganze Land Norwegen haben. Die Orte müssen für Publikum leicht zugänglich sein bzw. gemacht werden und müssen z. B. durch eine Tafel gekennzeichnet werden.

## Kommunetusenårssteder

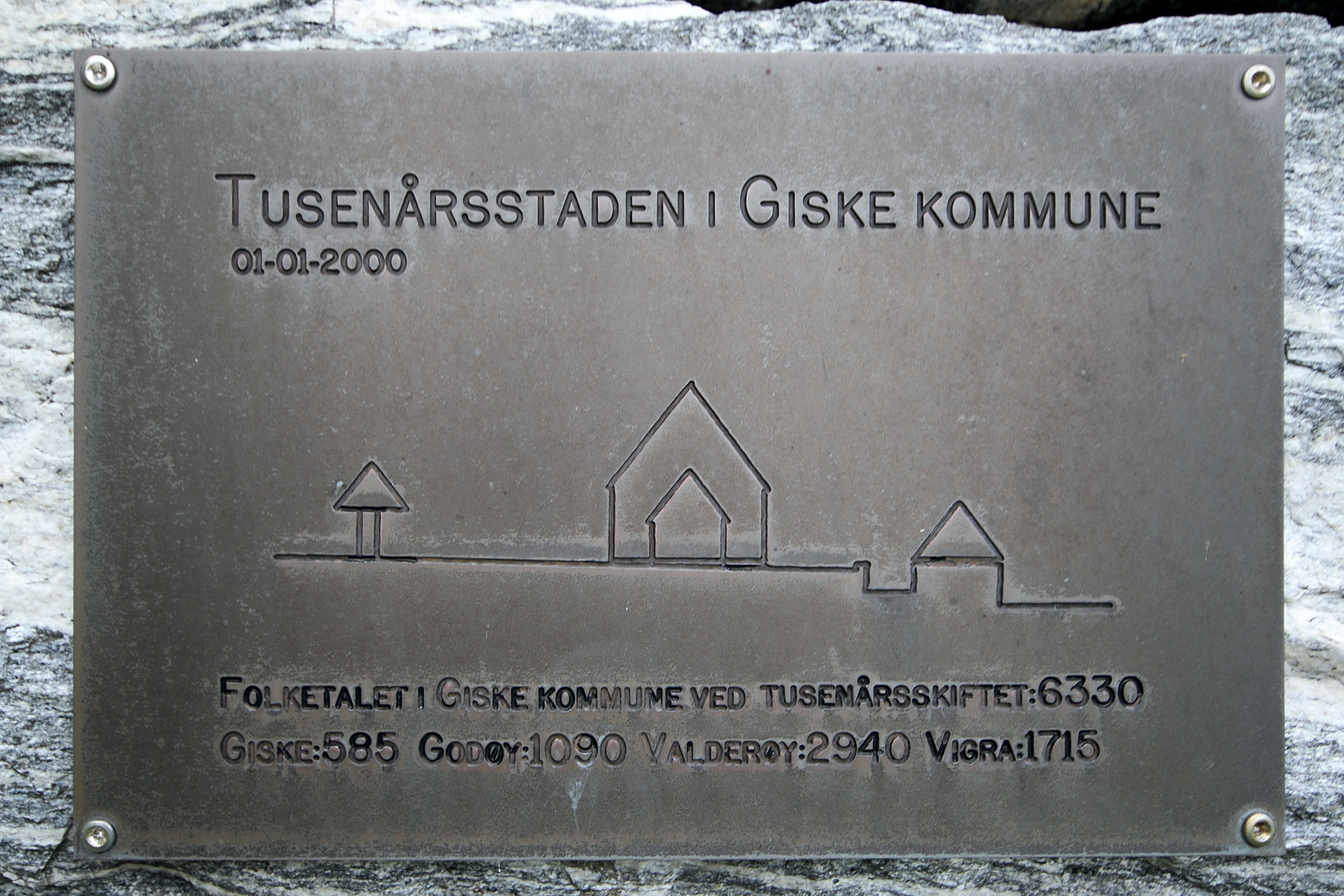
Tusenårssted-Tafel der Kommune Giske

Die Tusenårssteder der Kommunen sollen „physische Manifestationen des Jahrtausendwechsels“ sein und wurden nach lokalen Wahlen festgelegt. Zur Auswahl standen belebte Marktplätze, Promenaden längs eines Flusses, Hafenanlagen, Denkmäler aber auch außerhalb gelegene ruhige Plätze.
Die Kommunen bekamen 119500 NOK (~15000€) für die Herrichtung der Tusenårssteder von der Tusenårsskiftet-Norge 2000 A/S, einer 100%-staatlichen Aktiengesellschaft, die schon 1905 damit beauftragt war, die Feiern zur Unionsauflösung zu planen und durchzuführen.